# Hawaïaanse keuken

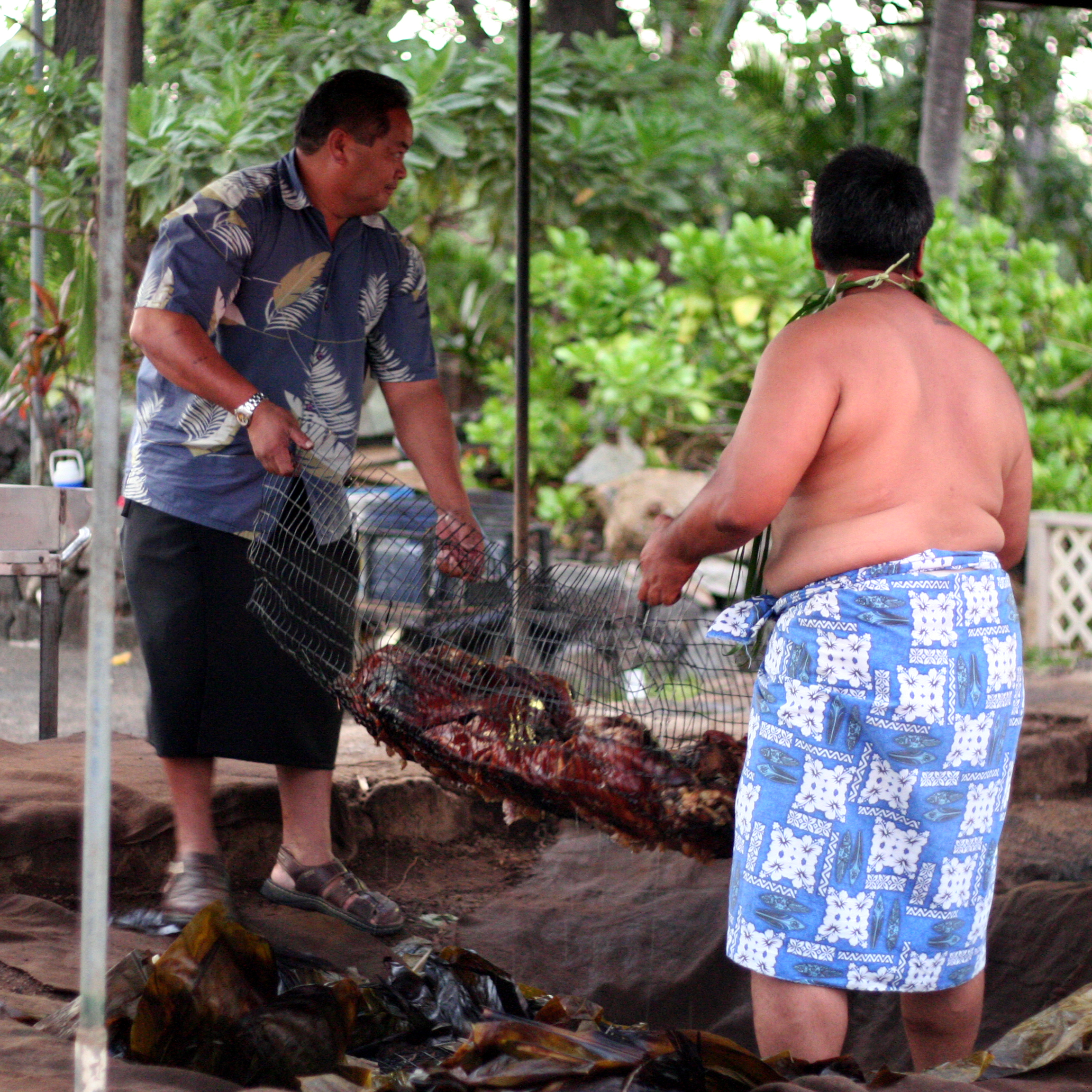
Een zandoven in gebruik op Hawaï

De Hawaïaanse keuken lijkt op de Tahitiaanse keuken. Ook hier wordt vaak gebruikgemaakt van de zandoven (als buiten gekookt wordt). De keuken is sterk beïnvloed door de Japanse en de Amerikaanse keuken en door de aanwezigheid van immigranten uit China, de Filipijnen, Korea en Portugal.

## Gerechten
- Kipnoodles, gekookte noodles met gebakken kip en saus.
- Laulau, vlees of vis, verpakt in Tarobladeren en vervolgens gestoomd.
- Loco moco is een schotel van witte rijst en vlees met een gebakken ei en dat alles overgoten met saus.
- Poke is een rauwe vissalade, gewoonlijk geelvintonijn (Ahi), gemarineerd met zeezout, gemengd met viskuit, zeewier, ui, tomaat, chilipeper, knoflook sesamolie.
- Spam musubi is een snack die bestaat uit een plak spam in een blok rijst, die bij elkaar gebonden wordt met zeewier.
- Poi, een gerecht gemaakt uit de wortel van de Taroplant.

## Dranken
- Kava is een drank die gemaakt wordt van de wortels van de kavaplant. Deze drank heeft zich verspreid door het grootste deel van de Grote Oceaan.
- Fruitwijn is een wijn die niet van druiven wordt gemaakt maar andere vruchten, meestal van ananas.

Hawaïaanse keuken
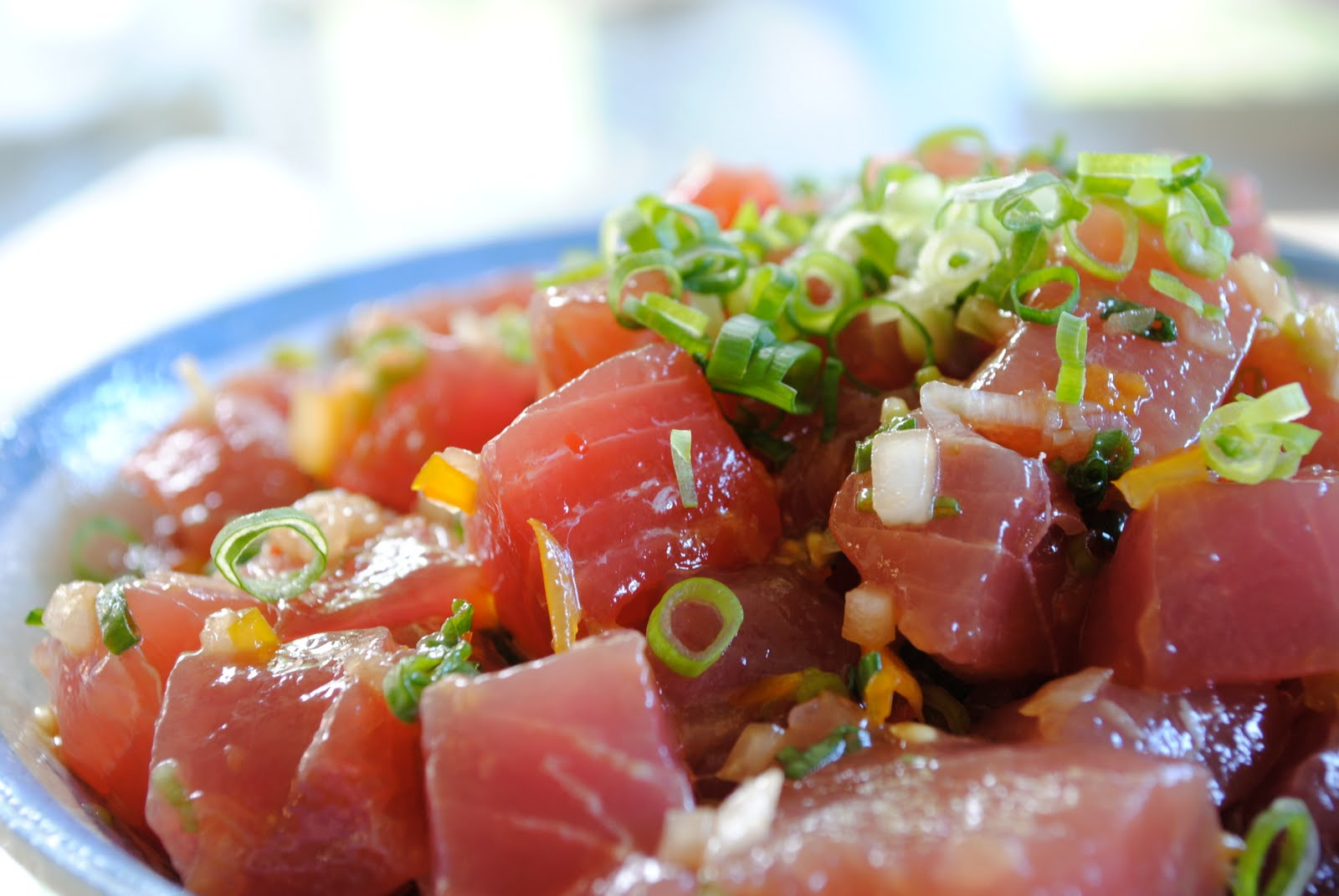
Ahi poke
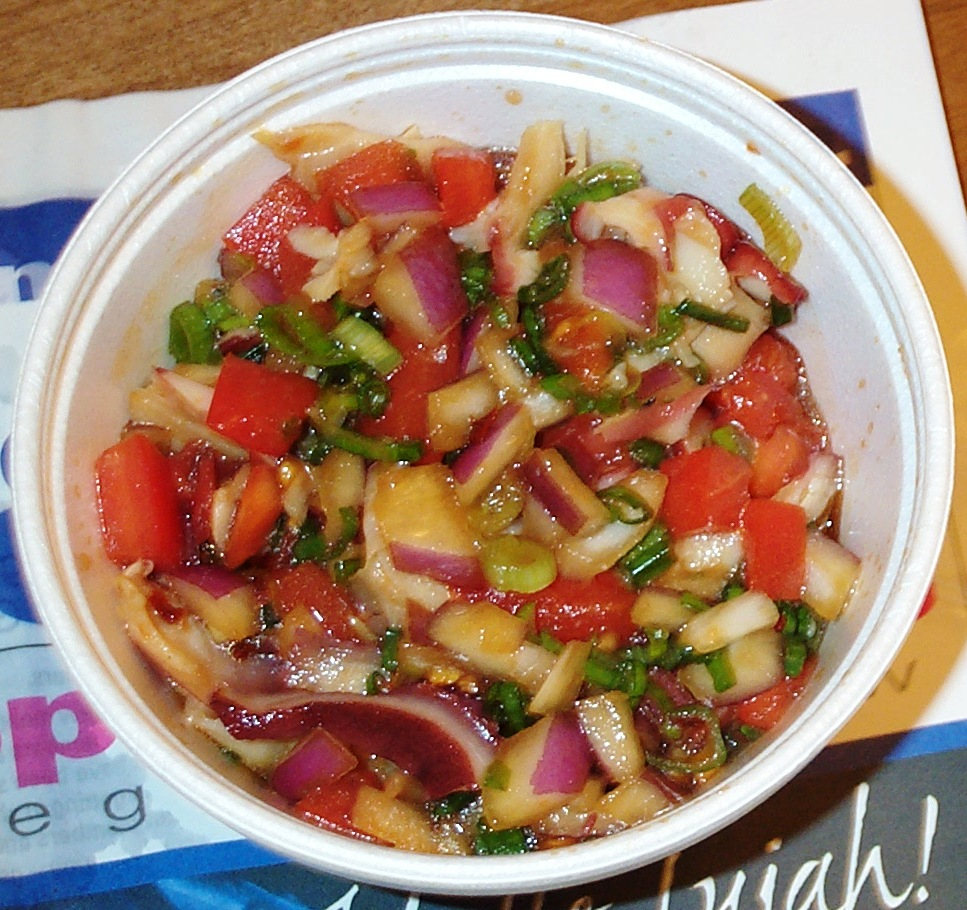
Tako (octopus) poke
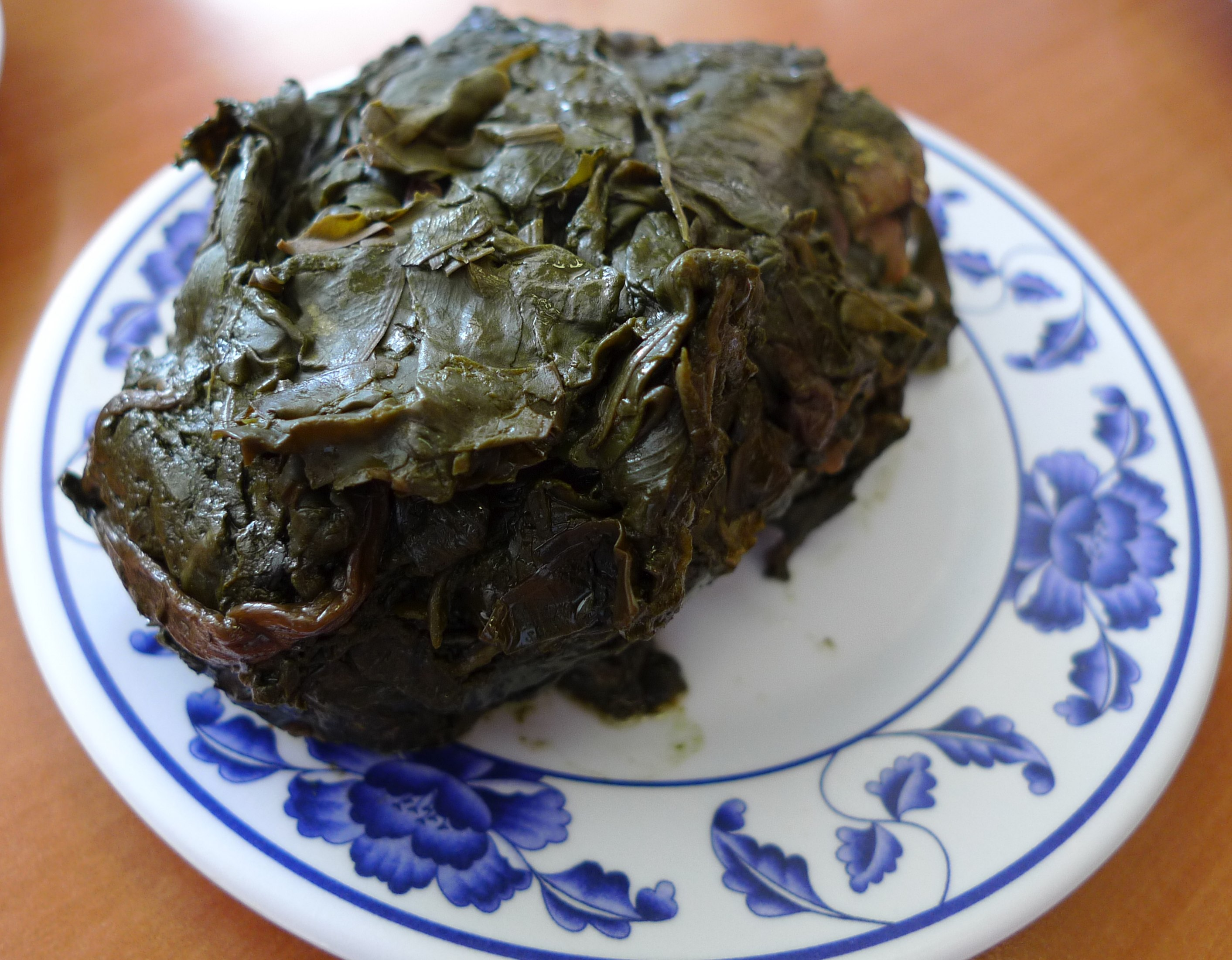
Lau lau
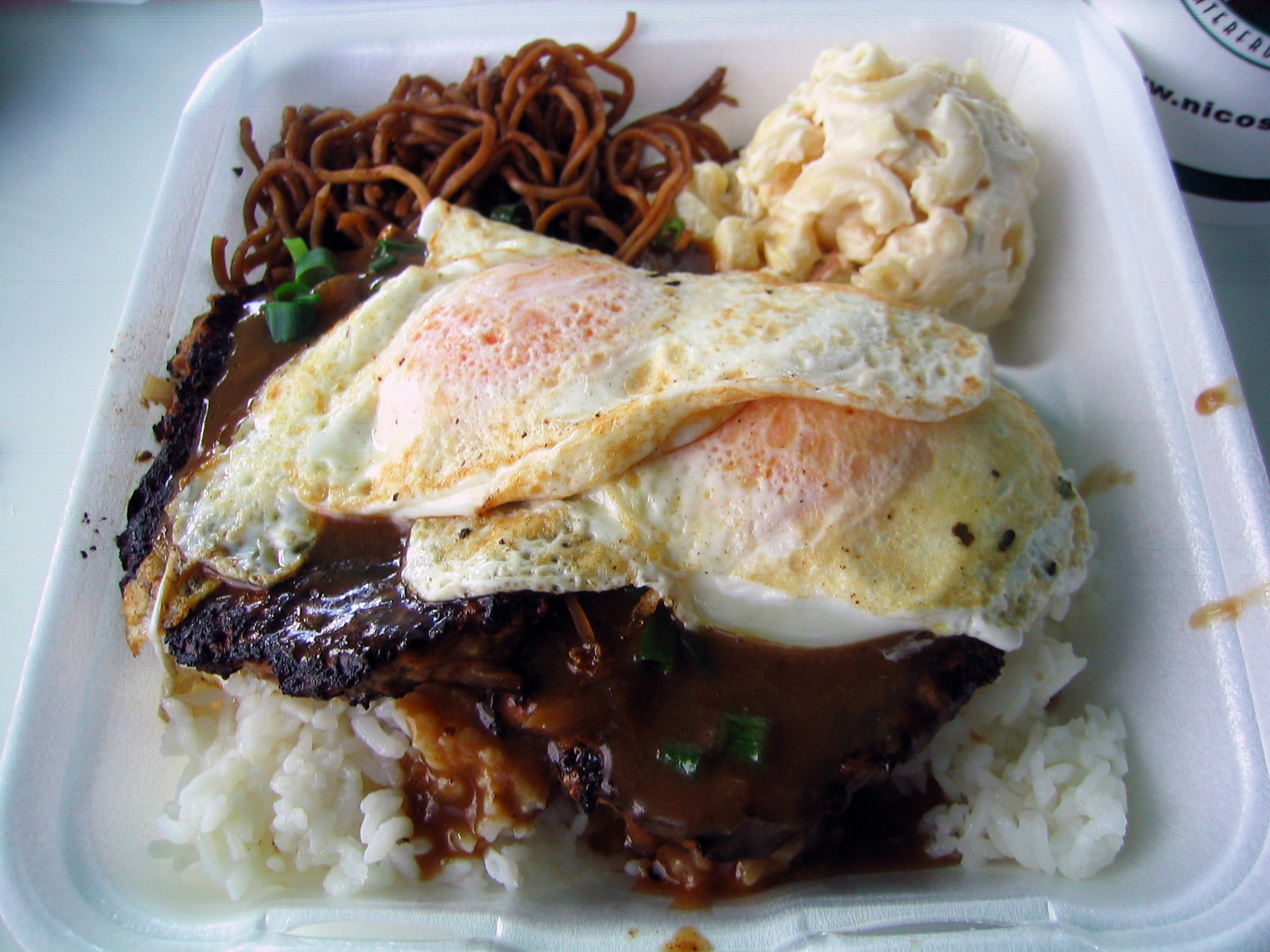
Loco moco
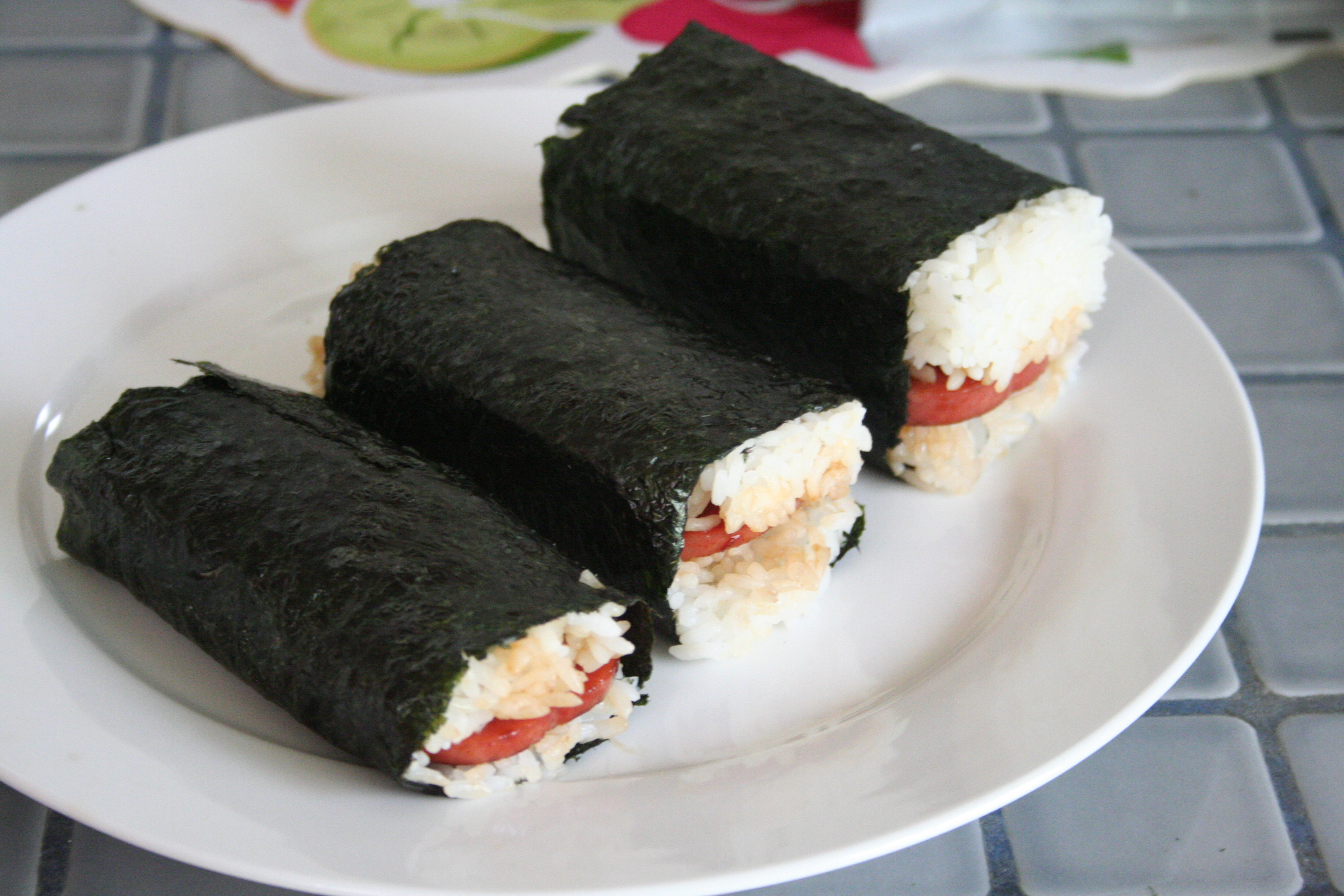
Spam musubi
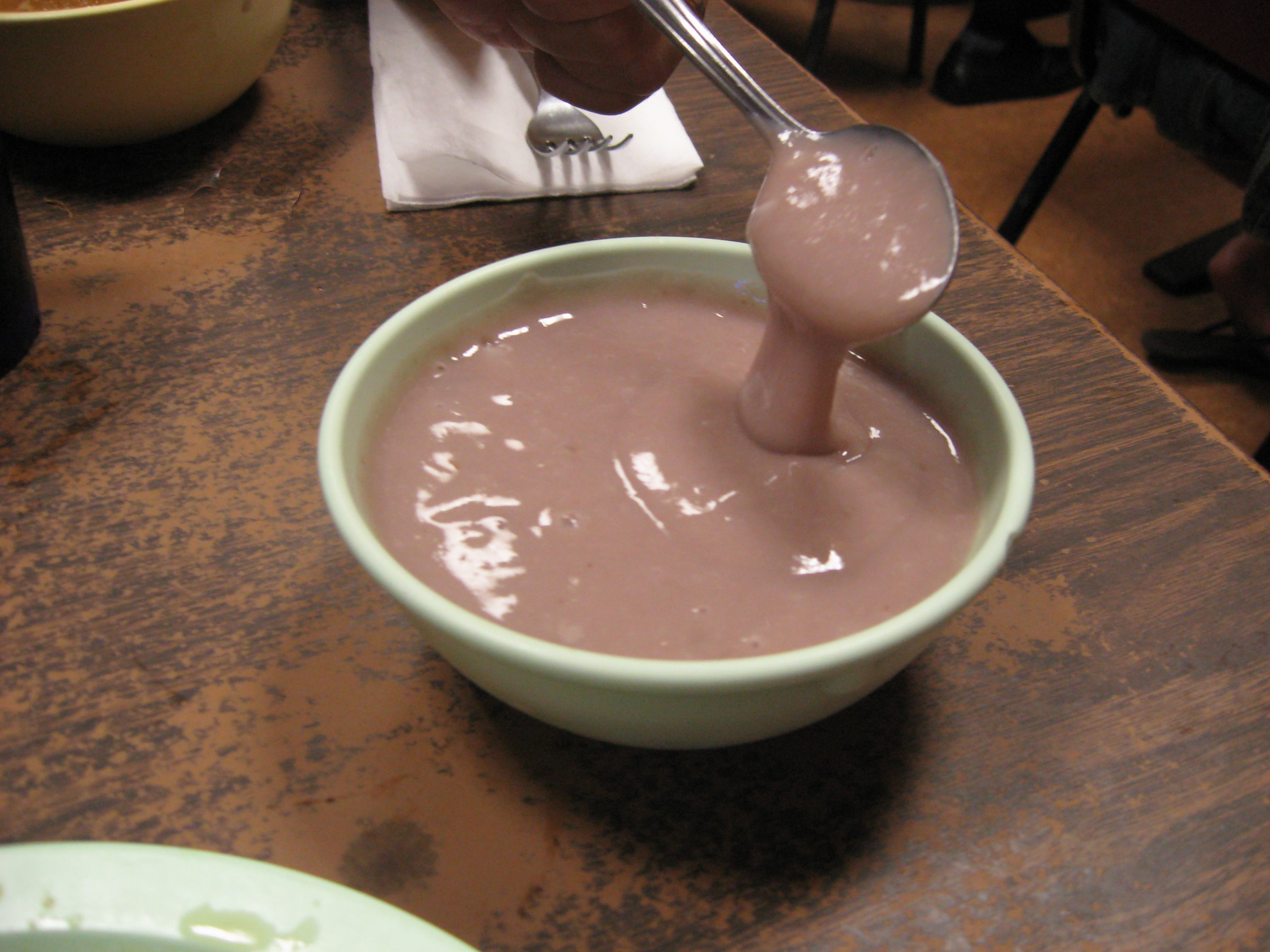
Poi
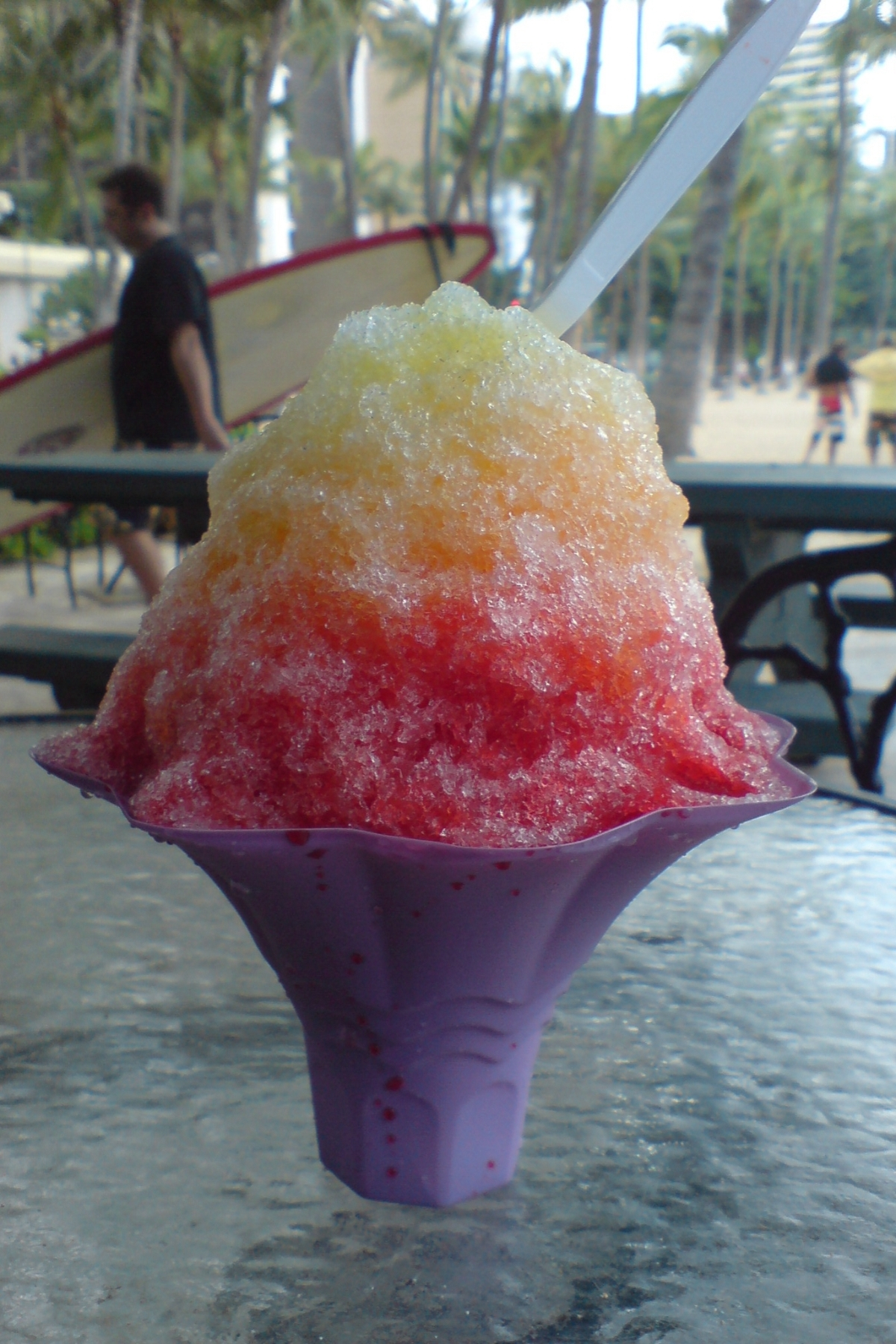
Shave ice
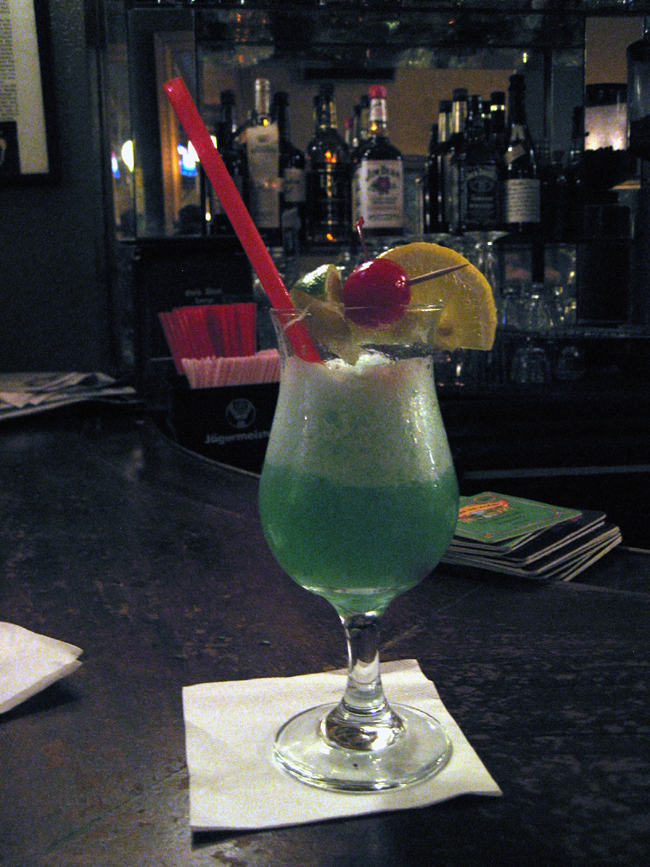
Bluehawaiian